# Potkrajci (gmina Pljevlja)
Potkrajci (cyr. Поткрајци) – wieś w Czarnogórze, w gminie Pljevlja. W 2011 roku liczyła 102 mieszkańców.